# Ordine del Sole e della libertà
L'Ordine del Sole e della libertà è stato una decorazione della Repubblica Democratica dell'Afghanistan.

## Storia
L'ordine è stato fondato il 10 ottobre 1981 per premiare altissimi meriti nei campi dello stato rivoluzionario, delle attività politiche e sociali. Gli insigniti dovevano aver contribuito al rafforzamento dell'unità, della fraternità, dell'amicizia fra tutte le nazioni, tribù e gruppi etnici del paese. Questo ordine era assegnato anche per altissimi meriti nel campo della promozione e dello sviluppo dell'amicizia e della cooperazione tra i popoli dell'Afghanistan e la gente di altri paesi e per il mantenimento della pace tra le nazioni.

## Insegne
- L'insegna era liscia, leggermente concava al centro, con in alto la scritta "Il sole della libertà" in pashto e sotto "Sole della Libertà" in persiano. Al centro della parte posteriore della lastra vi era stampato il numero di serie, situato tra i due perni che tengono la partita di armi sul dritto.
- Il nastro era per un terzo verde, un terzo rosso e un terzo nero con sottili bordi bianchi.